# No Rules!
No Rules! – singel fińskiego piosenkarza Windows95man, wydany 16 stycznia 2024 roku. Piosenka reprezentowała Finlandię w 68. Konkursie Piosenki Eurowizji (2024). Utwór napisali Henri Piispanen, Jussi Roine, oraz Teemu Keisteri.

## Lista utworów
| Digital download / media strumieniowe | Digital download / media strumieniowe | Digital download / media strumieniowe |
| Nr                                    | Tytuł utworu                          | Długość                               |
| ------------------------------------- | ------------------------------------- | ------------------------------------- |
| 1.                                    | „No Rules!”                           | 2:55                                  |

## Notowania na listach przebojów
| Kraj      | Notowanie (2024)        | Najwyższa pozycja |
| --------- | ----------------------- | ----------------- |
| Finlandia | Suomen virallinen lista | 6                 |